# Disney Channel Playlist
Disney Channel Playlist är ett samlingsalbum från 2009 med låtar från olika Disney Channel serier och filmer. 

## Låtlista
1. "One and the Same" (Selena Gomez & Demi Lovato från "Princess Protection Program")
2. "Live to Party" (Jonas Brothers från JONAS)
3. "So Far, So Great" (Demi Lovato från Sonny With a Chance)
4. "Let It Go" (Mitchel Musso & Tiffany Thornton från "Hatching Pete")
5. "Hero in Me" (Emily Osment från Hitta Pappa)
6. "Let's Get Crazy" (Miley Cyrus som Hannah Montana från Hannah Montana)
7. "Gitchee Gitchee Goo" (Vincent Martella & Ashley Tisdale från "Phineas and Ferb")
8. "The Girl Can't Help It" (Mitchel Musso från "Princess Protection Program")
9. "Everything Is Not As It Seems" (Selena Gomez från "Wizards of Waverly Place")
10. "This Is Me" (Demi Lovato & Joe Jonas från "Camp Rock")
11. "Breaking Free" (Drew Seeley, Vanessa Hudgens & Zac Efron från "High School Musical")
12. "Fabulous" (Ashley Tisdale & Lucas Grabeel från "High School Musical 2")
13. "Run It Back Again" (Corbin Bleu från "Minutemen")
14. "Start the Party [Remix]" (Jordan Francis från "Camp Rock")
15. "Dance Me If You Can" (The Cheetah Girls från "The Cheetah Girls: One World")